# 1440.
1440. je peto desetletje v 15. stoletju med letoma 1440 in 1449. 